# Девлет Хатун
Девлет Хатун бинті Абдуллах (тур. Devlet Hatun, осман. دولت خاتون; пом. 1414 ) — наложниця османського султана Баязіда I і мати султана Мехмеда I.

## Біографічні дані
Достовірних даних про походження Девлет немає. Імовірно, Девлет була новонаверненою — рабинею або місцевою християнкою . Хоча табличка на її могилі свідчить, що Девлет була дочкою герміянідського (тобто тюркського) принца, вона була етнічно нетурецького походження, але оскільки і Девлет Хатун, і Девлетшах Хатун були дружинами Баязіда і обидві померли в 1414 році, Девлет часто є плутають з Девлетшах Хатун, дочкою Сулеймана з Герміяна.
Ім'я Девлет Хатун не було її ім'ям від народження, вона отримала його, увійшовши до гарему сина султана. Девлет означає «держава», так часто називали жінок султанів. У гаремі Баязіда вона потрапила до 1387, оскільки приблизно в 1387 вона народила сина Мехмеда I. У правління сина носила титул, що дорівнює титулу, що з'явився пізніше, валіде-султан. Девлет була похована в Бурсі.

## Галерея

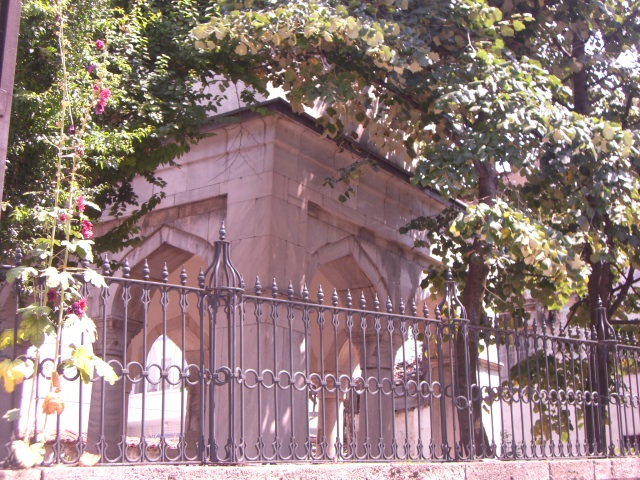
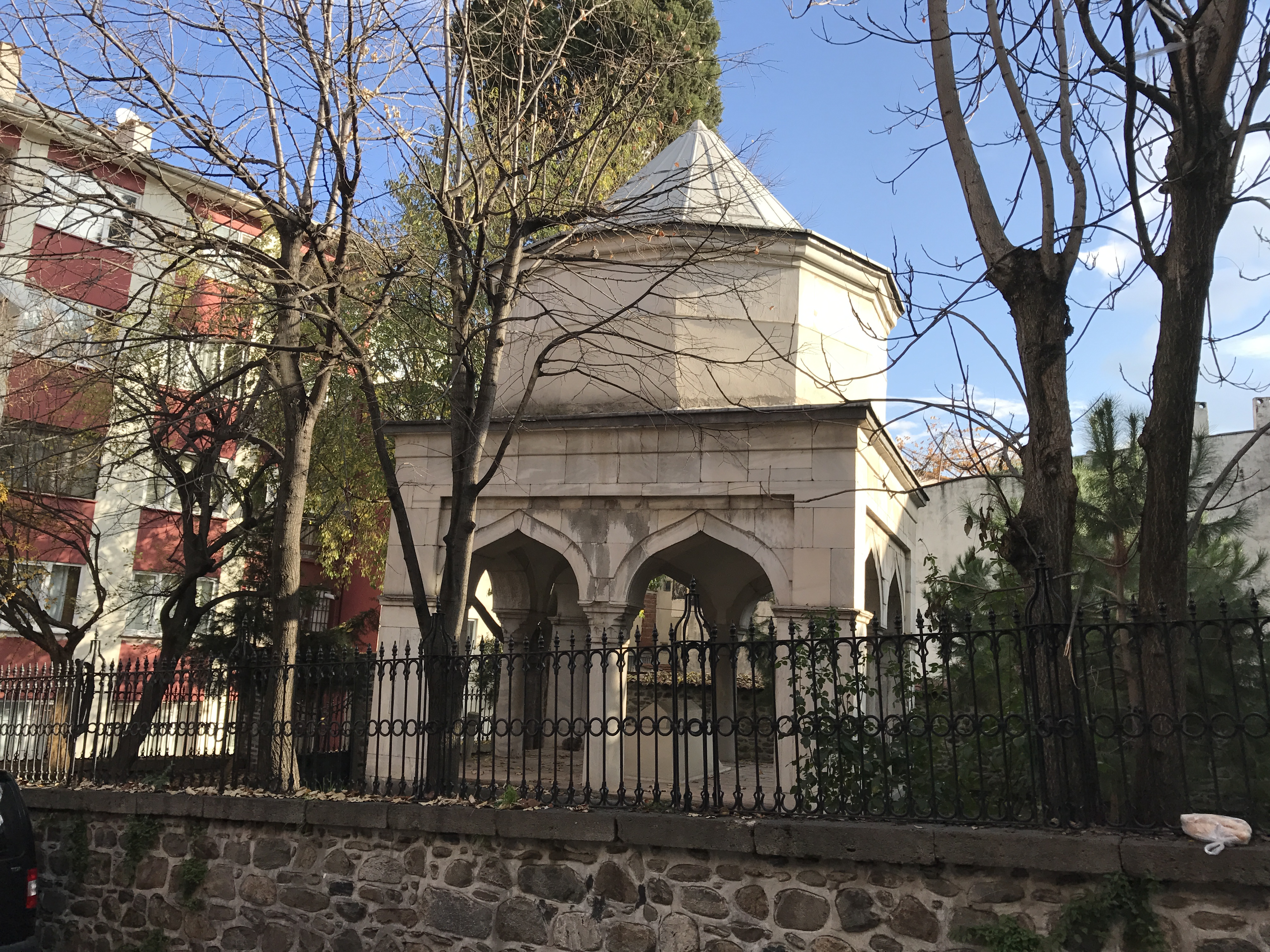
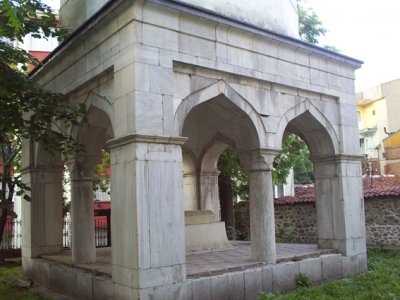
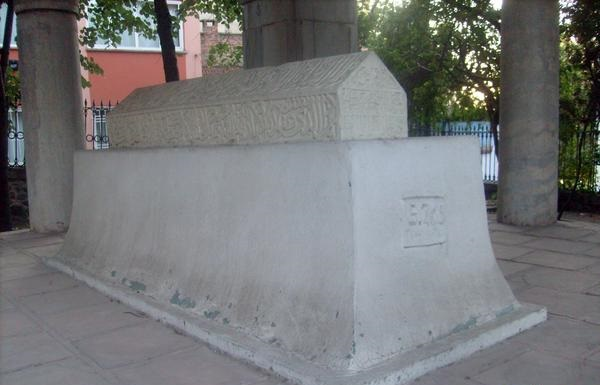

Гробниця Девлет Хатун.